# Soteska (Dolenjske Toplice)
Soteska (deutsch Ainöd, auch Einöd in Unterkrain) ist eine Siedlung am linken Ufer der Krka in der slowenischen Gemeinde Dolenjske Toplice im Südosten des Landes. Die Gegend ist Teil der historischen Region Unterkrain und gehört heute zur Region Jugovzhodna Slovenija (Südost-Slowenien).

## Sehenswürdigkeiten

### St. Erasmus-Kirche
The lokale Pfarrkirche ist dem heiligen Erasmus gewidmet und gehört zur römisch-katholischen Diözese Novo Mesto. Der ursprünglich aus dem Mittelalter stammende Bau wurde im 17. Jahrhundert barockisiert.

### Schlossruine und Schlosspark Einöd
Im Ortszentrum befinden sich am Ufer der Krka die Reste des ehemaligen Schlosses Einöd / Ainöd (Dvorec Soteska), von Valvasor als eines der schönsten Schlösser im Herzogtum Krain bezeichnet. Das Anwesen wurde 1943 von Partisanen niedergebrannt und nach dem Krieg als Steinbruch genutzt. Das Areal des ehemaligen Schlossparks ist mit einigen Bauteilen erhalten. Der turmförmige Gartenpavillon wird als Teufelsturm (Hudičev turn)  bezeichnet.

### Soteska-Depot des Technischen Museums Sloweniens
Vor den Schlossruinen befindet sich ein Museumsdepot mit alten Autos, Wagen und Feuerlöschpumpen, das vom Technischen Museum Sloweniens Bistra betrieben wird.

### Burgruine Alteinöd
Von Soteska erreicht man nach oberhalb des rechten Ufers der Krka die Überreste der Burg Alteinöd (Stara Soteska)

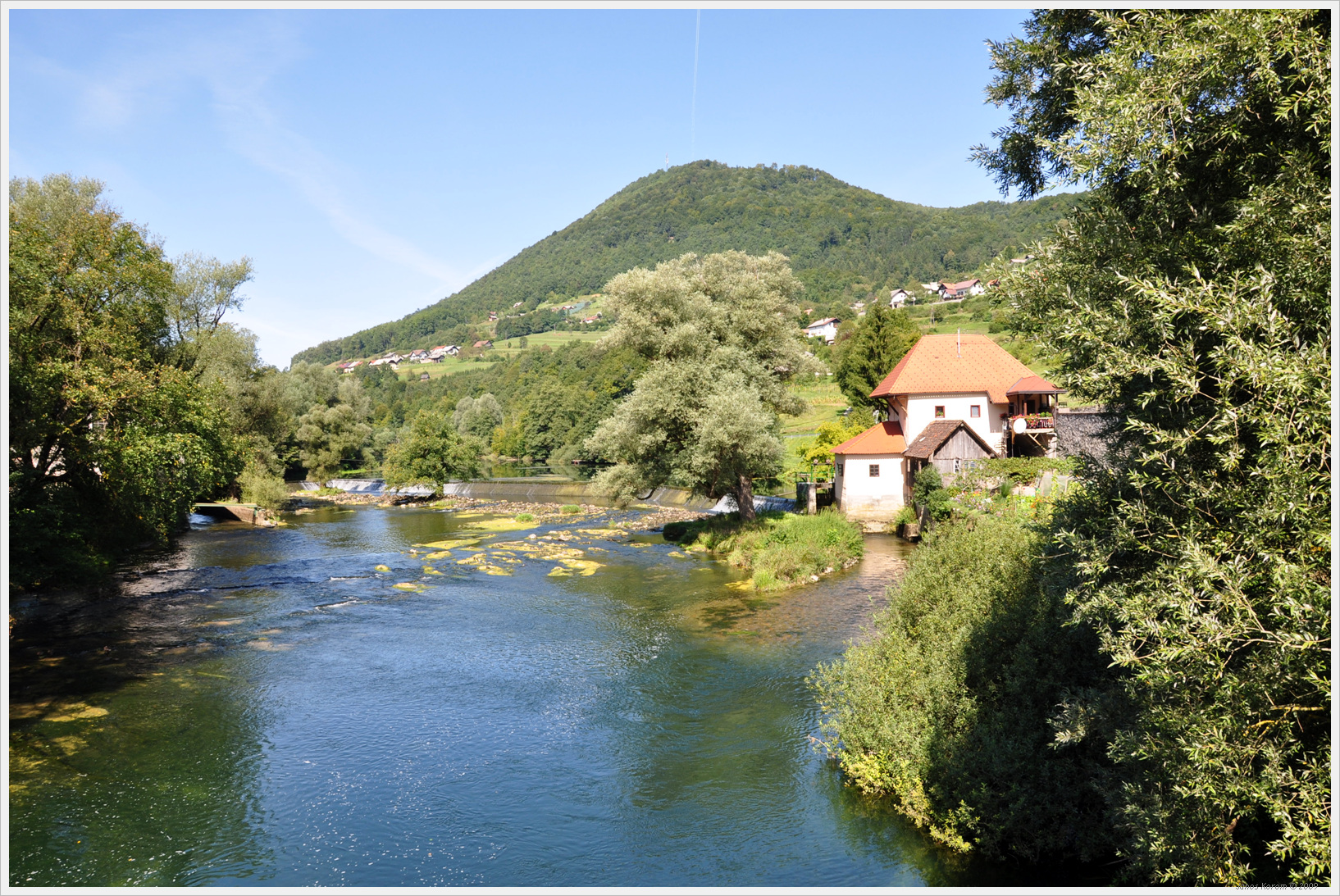
Die Krka in Soteska (2009)
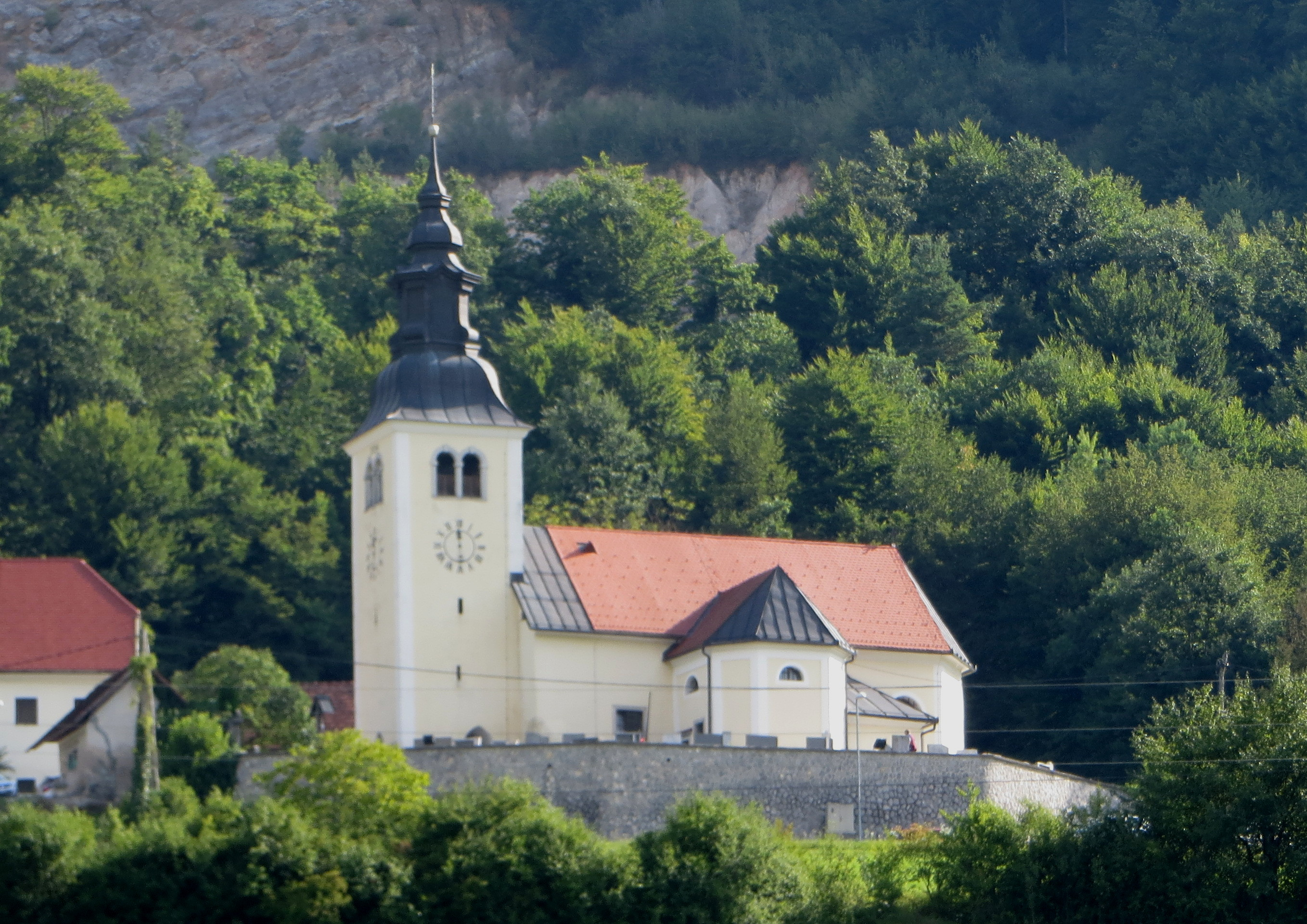
St. Erasmus - Kirche, Soteska (2020)
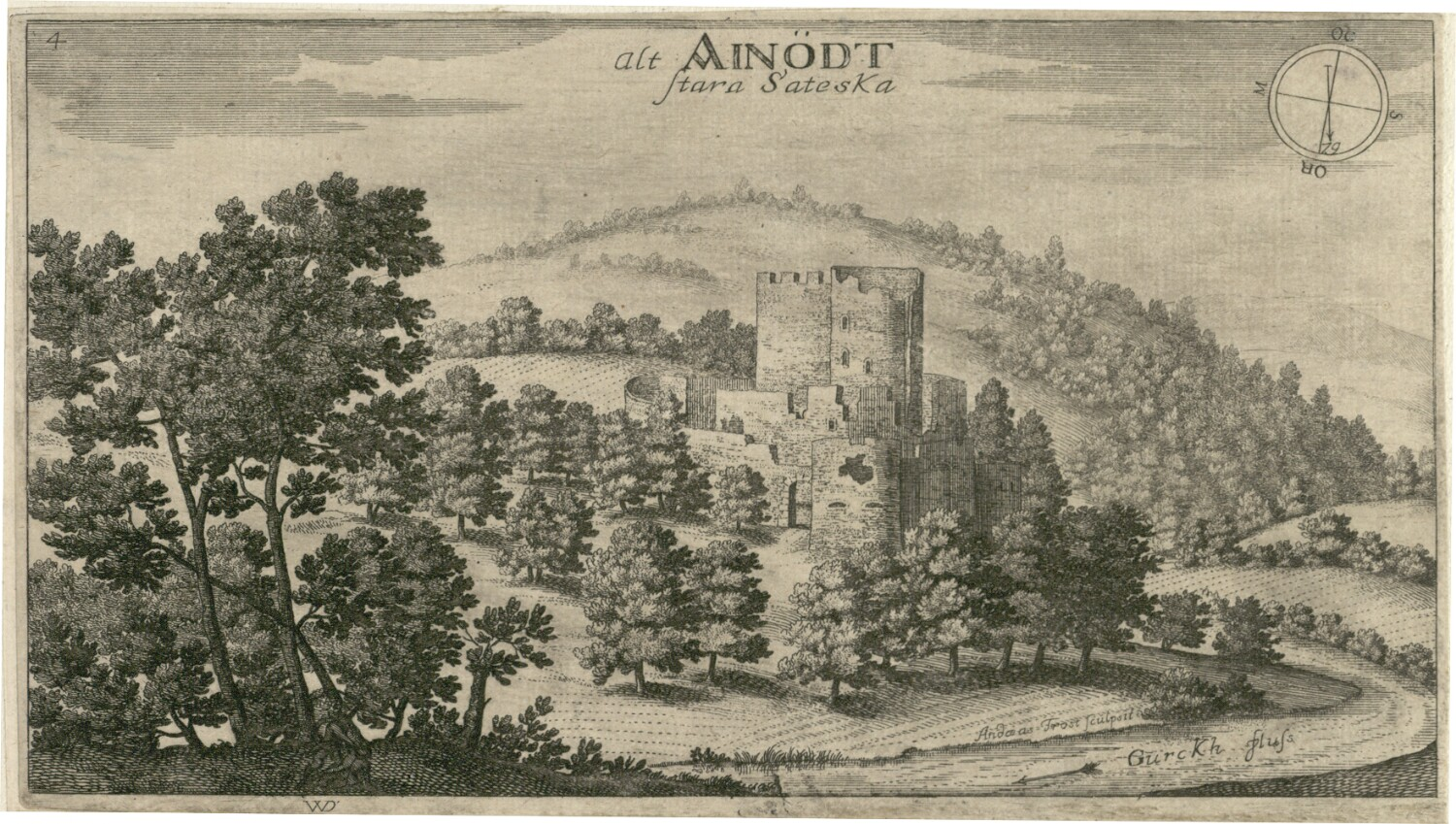
Alteinöd (Johann Weichard von Valvasor, 1679)
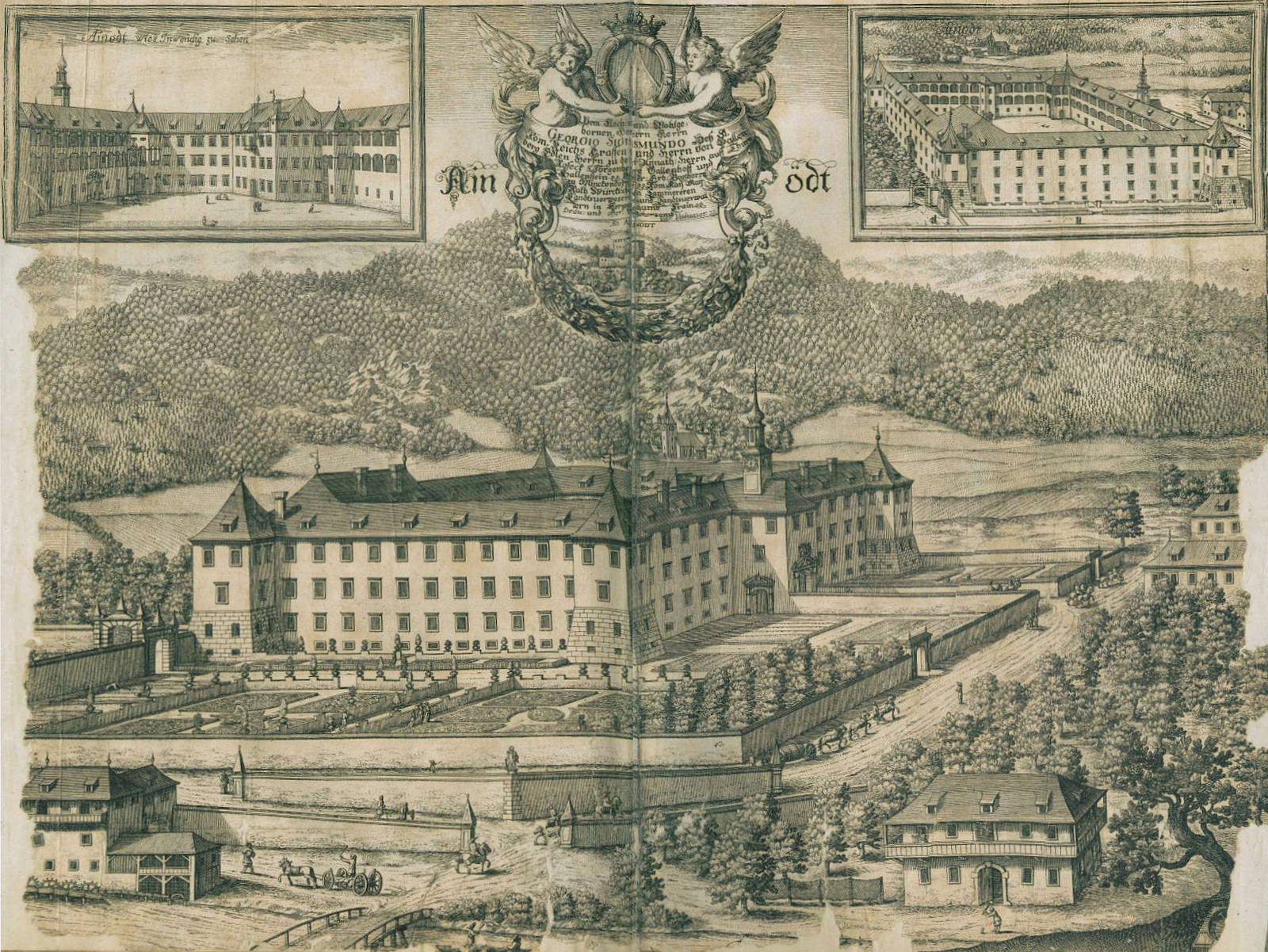
Schloss Einöd (Johann Weichard von Valvasor, 1689)
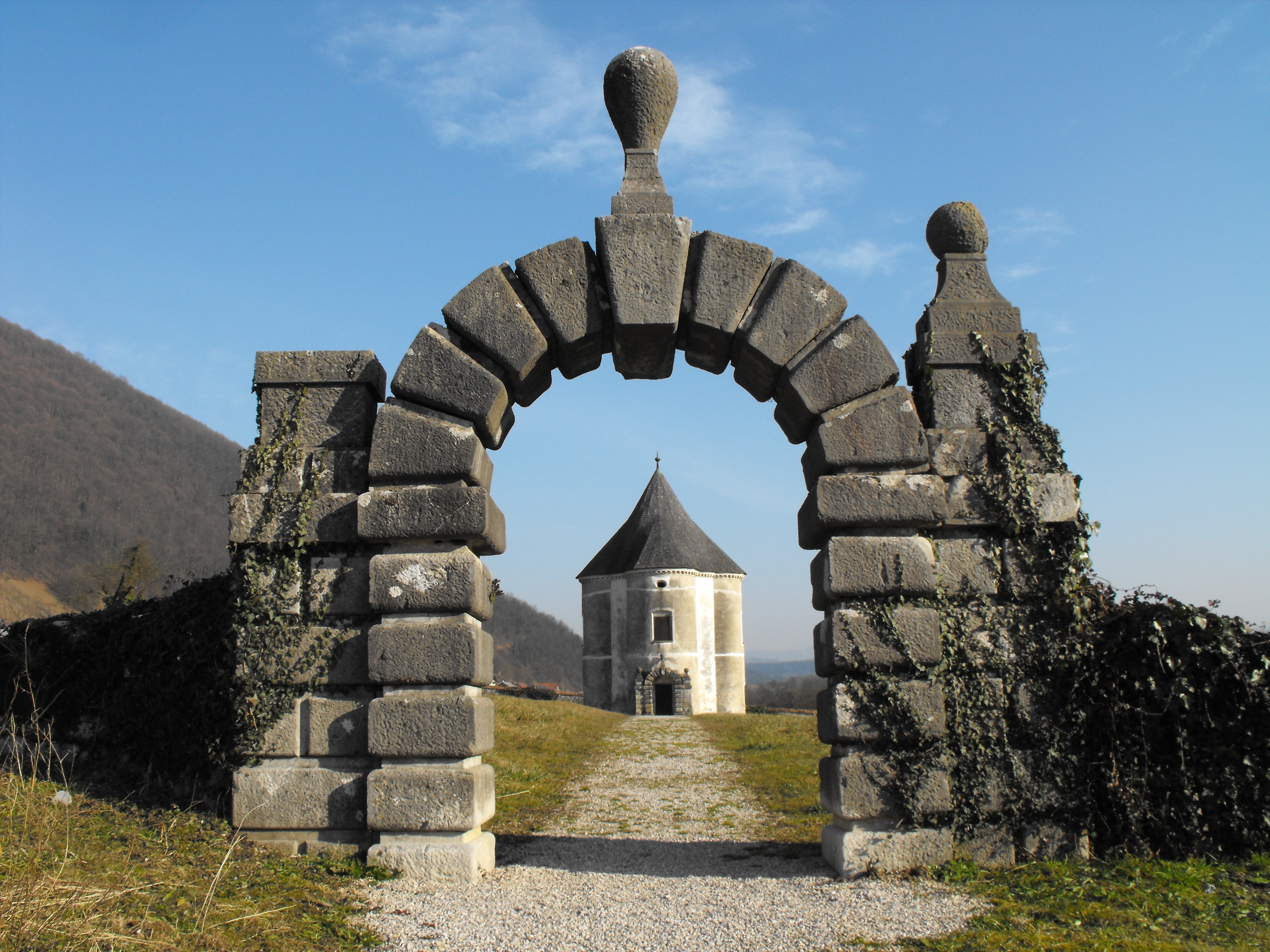
Teufelsturm in Soteska (2009)